# 皮特凯恩广播电台

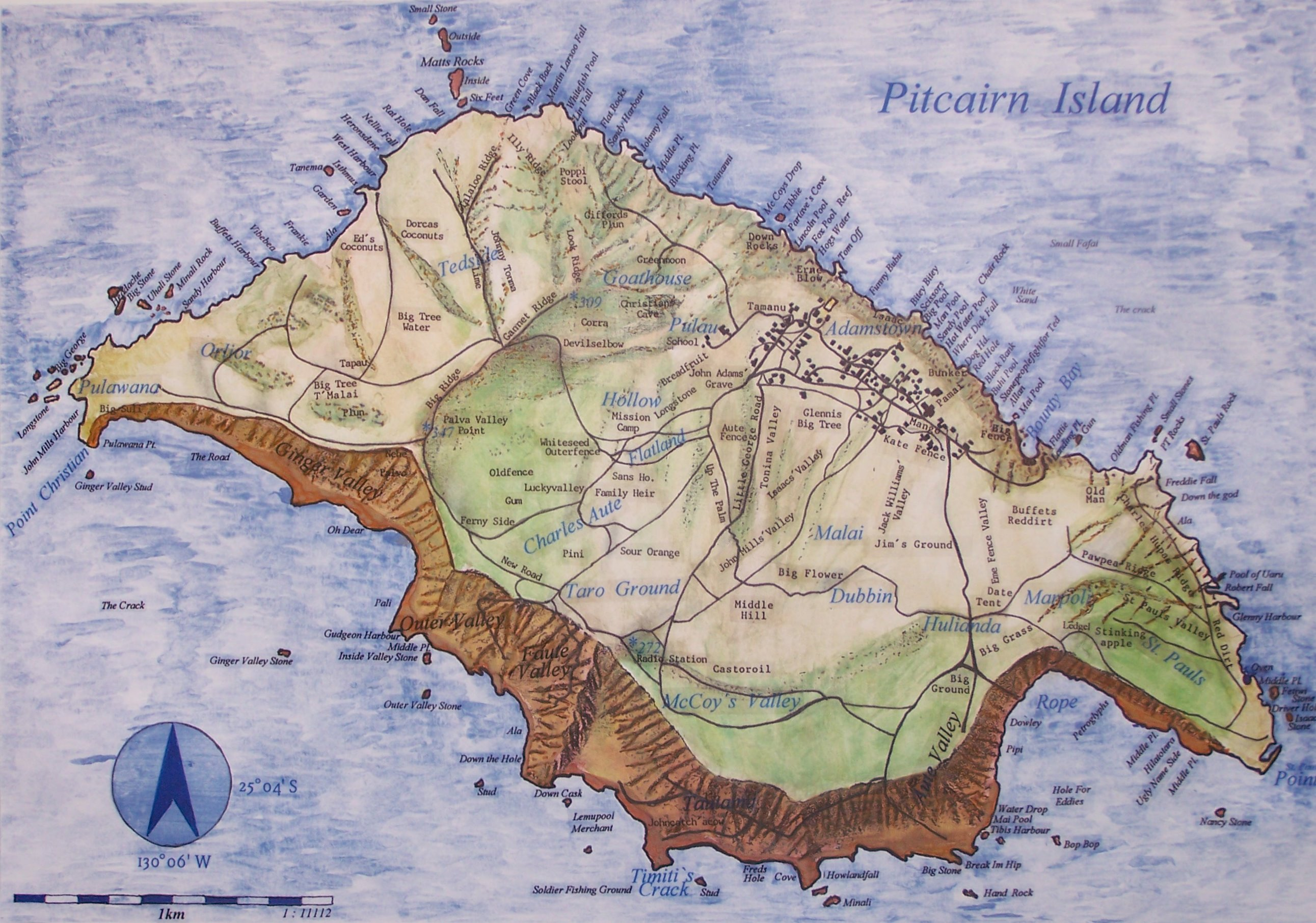
电台位于南部沿海

皮特凯恩广播电台是位于南太平洋皮特凯恩岛南部海岸地区的一家广播电台。该电台坐落于海拔272米处的一个山丘上，主要由岛上的业余无线电俱乐部用于新西兰气象服务以及VP6PAC。